# Cristián de la Maza Riquelme
Cristián Alejandro de la Maza Riquelme (Talcahuano, 4 de septiembre de 1959) es un exmarino, ingeniero electrónico y político chileno. Se desempeñó entre marzo de 2018 y marzo de 2022 como subsecretario de Defensa bajo el segundo mandato del presidente Sebastián Piñera.

## Biografía

### Carrera militar
Hijo de Luis Alberto de la Maza de la Maza y María Elena Riquelme Pereira, Cristián de la Maza Riquelme nació en la Base Naval de Talcahuano el 4 de septiembre de 1959. A los 14 años cursó sus estudios primarios ingresando a la Escuela Naval Arturo Prat, egresando como Subteniente en enero de 1979. 
Posteriormente se tituló como ingeniero naval electrónico en 1984, como oficial de Estado Mayor, más tarde, en 1994 obtuvo una serie de calificaciones profesionales en las armadas de Chile, Estados Unidos y el Reino Unido.
De 1997 a 1998 comandó la lancha misilera Angamos, ex INS Reshef de la Armada de Israel, siendo el primer Comandante chileno en recibir este buque en la Base Naval de Haifa, para navegar posteriormente hacia Chile.
Entre 2001 y 2002 comandó la fragata Lynch tipo 23, participando como comandante de la Unidad de Tarea chilena en el ejercicio multinacional RIMPAC, en el área de Hawái.
En 2005 se desempeñó como oficial de dotación en la lancha torpedera Tegualda y en los destructores Williams (en que le correspondió ser el comandante de la Unidad de Tarea Chilena en ejercicios multinacionales UNITAS Pacífico-Caribe, y Panamax), Blanco y Cochrane.
En nivel de administración directiva, obtuvo un magíster en ciencias navales y marítimas, mención logística (A.G.N. 2013) y tres diplomados en la Pontificia Universidad Católica de Chile (PUC): gestión estratégica en 2008, gobiernos corporativos en 2015 y finanzas en 2016.
A partir de 2009 ascendió al rango de Comodoro y se integró al Alto Mando de la Armada, donde durante ocho años ejerció los siguientes cargos:
- En 2009 ejerce como Director de Recuperación de Unidades, ascendiendo en junio de ese año al rango de Contraalmirante.
- En 2010 ejerce como Comandante en Jefe de la Escuadra.
- En 2011 ejerce como Comandante en Jefe de la 1.ª Zona Naval con asiento en Valparaíso.
- En 2012 asciende al rango de Vicealmirante y ejerce los cargos de director general de los Servicios de la Armada (Logística) y Presidente del Consejo Superior de ASMAR hasta 2013.
- En 2014 asume como Jefe del Estado Mayor General de la Armada, cargo que mantuvo hasta el 2016.

Entre sus gestiones en tierra, sirvió además como jefe del Departamento de Electrónica en la Dirección de Armamentos de la Armada, profesor y jefe de curso en la Academia de Guerra Naval, subjefe de la Misión Naval y agregado naval adjunto en Londres, jefe del Departamento Planificación en el Estado Mayor General de la Armada y secretario del Comandante en Jefe de la Armada Enrique Larrañaga.
Culminó su carrera naval retirándose como Vicealmirante el 2016 a los 57 años habiendo comandado buques y ejercido una extensa serie de puestos de dirección en tierra de la Armada.

### Política
Tras su retiro ingresó a trabajar en sectores administrativos del Ministerio de Defensa Nacional. El 11 de marzo de 2018 fue designado por el presidente Sebastián Piñera en el cargo de la Subsecretaría de Defensa.

### Vida personal
Tiene siete hermanos, está casado con Marcela Bengoa Claussen, con quien tiene siete hijos. Además tiene una nieta de 5 años. Es tío del Comodoro Alejandro Arrieta de la Maza.